# Zatavua
Zatavua là một chi nhện trong họ Pholcidae.

## Các loài
Các loài trong chi này gồm:
- Zatavua analalava Huber, 2003
- Zatavua andrei (Millot, 1946)
- Zatavua ankaranae (Millot, 1946)
- Zatavua fagei (Millot, 1946)
- Zatavua griswoldi Huber, 2003
- Zatavua imerinensis (Millot, 1946)
- Zatavua impudica (Millot, 1946)
- Zatavua isalo Huber, 2003
- Zatavua kely Huber, 2003
- Zatavua madagascariensis (Fage, 1945)
- Zatavua mahafaly Huber, 2003
- Zatavua punctata (Millot, 1946)
- Zatavua talatakely Huber, 2003
- Zatavua tamatave Huber, 2003
- Zatavua voahangyae Huber, 2003
- Zatavua vohiparara Huber, 2003
- Zatavua zanahary Huber, 2003